# Ivan Gazidis
Ivan Gazidis (Johannesburg, 13 settembre 1964) è un dirigente sportivo sudafricano, di origini greche, presidente del Saint Etienne dal 2024.
È stato vice commissario della Major League Soccer dal 2001 al 2008, amministratore delegato dell'Arsenal dal 2009 al 2018 e del Milan dal 2018 al 2022.

## Biografia
Nato a Johannesburg, all'età di 4 anni si trasferisce nel Regno Unito, a Manchester, dove frequenta la Manchester Grammar School fino al raggiungimento della maggiore età. Essendo un mancuniano d'adozione è fin da giovane un tifoso del Manchester City. Successivamente frequenta il St Edmund Hall dell'Università di Oxford dove si laurea in legge nel 1986. Nel 1992 si trasferisce negli Stati Uniti per lavorare con lo studio legale Latham & Watkins. Nel 1994 entra a far parte del team di fondatori della gestione della Major League Soccer, diventando nel 2001 il suo vice commissario. Egli ha anche supervisionato le decisioni strategiche di marketing e business della MLS, contribuendo anche a promuovere la Federazione calcistica del Messico e la CONCACAF Gold Cup. Nel novembre del 2008 Gazidis ha accettato l'incarico di amministratore delegato dell'Arsenal, incarico che ha formalmente assunto dal 1º gennaio 2009. Dopo 9 anni lascia i londinesi per ricoprire, dal 5 dicembre 2018, il ruolo di amministratore delegato e direttore generale del Milan. Il 9 novembre 2022 il club milanese comunica ufficialmente la fine del rapporto lavorativo, fissata per il 5 dicembre dello stesso anno, sostituendolo con Giorgio Furlani. Il 4 giugno 2024 diventa presidente del Saint Etienne sotto la proprietà americana di Kilmer Sports.